# تدخل انتخابي أجنبي

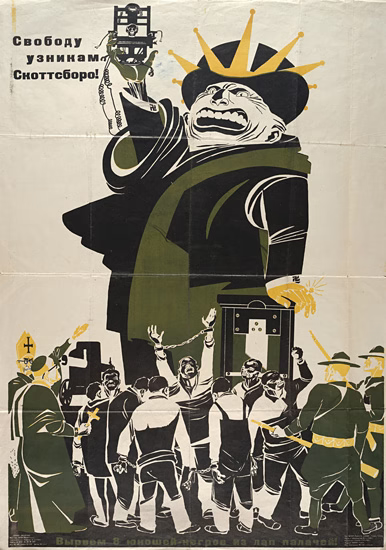
الحرية لسجناء سكوتسبورو

التدخلات الانتخابية الأجنبية هي محاولات تقوم بها الحكومات سرًا أو علنًا للتأثير على الانتخابات في بلد آخر. توجد العديد من الطرق التي تؤثر بها الدول على الأنظمة الخارجية، ويعتبر التدخل الانتخابي أحد تلك الأساليب.
كانت الأبحاث النظرية والتجريبية حول تأثير التدخل الانتخابي الأجنبي ضعيفة حتى عام 2011، وأجريت منذ ذلك الحين العديد من الدراسات. أشارت إحدى الدراسات إلى أن الدولة التي تتدخل في معظم الانتخابات الأجنبية هي الولايات المتحدة مسجلةً رقمًا يعادل 81 تدخلًا، تليها روسيا (بما في ذلك الاتحاد السوفيتي السابق) برقم يعادل 36 تدخلًا من 1946 إلى 2000 –وذلك بمعدل تدخل واحد في كل تسع انتخابات تنافسية.

## دراسات أكاديمية
وجدت دراسة أجراها دوف ليفين في عام 2016 فحص فيها 938 تدخلًا انتخابيًا مشاركة الولايات المتحدة وروسيا (بما في ذلك سلفها الاتحاد السوفيتي) مجتمعين في حوالي واحد من أصل تسعة تدخلات (117)، وكانت نحو 68% من هذه التدخلات سرية غير علنية. وجدت نفس الدراسة أن التدخل الانتخابي لصالح طرف واحد في الانتخابات سيزيد في المتوسط من حصته في التصويت بحوالي 3 بالمئة، وهو تأثير كبير بما يكفي لتغيير النتائج في سبعة من أصل 14 انتخابات رئاسية أمريكية بعد عام 1960. تدخلت الولايات المتحدة وفقًا للدراسة في نحو 81 انتخابًا أجنبيًا بين عامي 1946 و2000، بينما تدخل الاتحاد السوفيتي أو روسيا في نحو 36 انتخابًا. وجدت دراسة قام بها ليفين عام 2018 أن التدخلات الانتخابية حددت في كثير من الحالات هوية الفائز، ووجدت الدراسة أيضًا أدلة توحي برفع تلك التدخلات لخطر الانهيار الديمقراطي في الولايات المستهدفة.
أجريت دراسة عام 2012 افترض فيها كورستانج ومارينوف وجود نوعين من التدخل الأجنبي، وهما: التدخل الحزبي حيث تدعم الدولة المتدخلة جانبًا واحدًا، والتدخل في العملية الانتخابية حيث تسعى الدولة المتدخلة لدعم قواعد التنافس الديمقراطي بصرف النظر من الذي سيفوز. بحثت الدراسة في 1703 مشارك، ووجدت أن التدخلات الحزبية امتلكت تأثيرًا استقطابيًا على وجهات النظر السياسية والعلاقات الخارجية بتأثيرها على العلاقات بين الطرفين.
اعتمد جوناثان غودنيز في عام 2018 على نظرية كورستانج ومارينوف باقتراحه إمكانية تحديد التدخلات على أنها تدخلات ذات دوافع عالمية حيث تتدخل دولة في انتخابات بلد آخر لتعزيز مصالح الجمهور الدولي أو تحسينها أو لتحقيق الرفاه العام؛ أو أنها تدخلات بدوافع ذاتية حيث تتدخل دولة ما في انتخابات بلد آخر لتعزيز مصالحها أو تحسينها ولتحقيق رفاهها الخاص.
توضح نظرية غودينيز إمكانية تحديد المصلحة الخاصة للبلد المتدخل من خلال دراسة منهجية ثلاثية الأبعاد تعتمد على أساليب التدخل والدافع المعلن وضخامة التدخل.
وضع شولمان وبلوم في عام 2012 عددًا من العوامل التي تؤثر على نتائج التدخل الأجنبي:
عناصر التدخل: يمتلك كل منها تأثيرًا موازيًا للاستياء الناجم عن التدخل الذي يمارسه، ويكونون كالآتي:
- دول ومنظمات دولية ومنظمات غير حكومية وأخيرًا أفراد.
- تحزب التدخل: سواء كان هدف التدخل الأجنبي التأثير على المؤسسات والعمليات الانتخابية بشكل عام أو مناصرة جانب واحد في المنافسة.
- بروز التدخل: يتكون من عنصرين. الأول: «ما مدى وضوح التدخل؟»، والثاني: «ما مدى وضوح الغاية من التدخل؟».

بالإضافة إلى ذلك، فقد افترضوا أن أوجه التشابه الوطنية بين القوى الخارجية والداخلية ستقلل من الاستياء، وربما تجعل التدخل موضع ترحيب. تنبأ شولمان وبلوم بتقلص تأثير تشابه أو تباين القوتين على الاستياء. وذلك في الحالات التي يكون فيها الحكم الذاتي الوطني مصدر قلق رئيسيًا لجمهور الناخبين. بالمقابل، توقعوا أنه في الحالات التي تكون فيها الهوية الوطنية مصدر قلق رئيسي، فإن أهمية التشابه أو الاختلاف سيكون لها تأثير أكبر.

## الانتخابات الألبانية

### انتخابات 1991 (بواسطة الولايات المتحدة)
خلال الحملة الانتخابية عام 1991، ادعى سياسيون من الحزب الديمقراطي ألبانيا (يمين الوسط) أن حكومة الولايات المتحدة ستقدم مساعدات مالية للبلاد. وأكدت الحكومة الأمريكية هذه المزاعم في اجتماع مع أعضاء الحزب الديمقراطي.

### انتخابات عام 1992 (من قبل الولايات المتحدة وإيطاليا)
قدمت الوكالة الأمريكية للتنمية الدولية والمعهد الوطني للديمقراطية والمعهد الجمهوري الدولي للجماعات السياسية المناهضة للاشتراكية المساعدة والتدريب والدعم الإعلامي والتمويل. كما دعمت السفارة الأمريكية علناً الحزب الديمقراطي الألباني. ذكرت صحيفة لوس أنجلوس تايمز أيضًا أن الحكومة الأمريكية قدمت المستشارين والمركبات لحملة الحزب الديمقراطي لألبانيا، وهددت بوقف المساعدات الخارجية لألبانيا إذا انتصر الحزب الاشتراكي الألباني في الانتخابات.
دعمت إيطاليا الحزب الاشتراكي الألباني، مع قبول رئيس الوزراء الإيطالي السابق بيتينو كراكسي العضوية الفخرية في الحزب لمنحهم الشرعية. كما قدمت إيطاليا مساعدات لألبانيا أكثر من أي دولة أخرى.

## الانتخابات البوليفية

### انتخابات عام 1964 (بواسطة الولايات المتحدة)
وفقًا للوثائق التي قدمها مكتب المؤرخ في وزارة الخارجية، قامت وكالة المخابرات المركزية بتمويل سري لوسائل الإعلام والجماعات السياسية والنقابات العمالية والمجموعات الطلابية ومجموعات الشباب من أجل كسر تأثير الشيوعيين والعاملين الكوبيين المزعومين في بوليفيا، وكذلك لإنشاء حكومة مستقرة موالية للولايات المتحدة. تم تخصيص أكثر من 1,150,000 دولار أمريكي لهذه المهمة على مدار 3 سنوات. ابتداءً من أغسطس 1964، بدأت حكومة الولايات المتحدة في تمويل MNR سرًا (أكبر حزب سياسي في بوليفيا آنذاك) خلال الانتخابات. في أعقاب الانقلاب العسكري للجنرال رينيه باريينتوس عام 1964، مولته الحكومة الأمريكية سراً ودعاية دعائية لحكومته.

### انتخابات عام 1966 (بواسطة الولايات المتحدة)
وفقًا للوثائق التي قدمها مكتب المؤرخ في وزارة الخارجية، قامت وكالة المخابرات المركزية بتمويل مجموعات سرية تدعم الجنرال باريينتوس خلال انتخابات عام 1966 ومنافسيه من أجل ضمان قبولهم بشرعية الانتخابات. بمساعدة وكالة المخابرات المركزية، قتلت قوات باريينتوس تشي جيفارا في العام التالي.

### (الولايات المتحدة الأمريكية عام 2002)
أمرت الولايات المتحدة الأمريكية -التي كانت تمول القضاء على مزارع الكوكا- السفير مانويل روشا بتحذير البوليفيين من التصويت لصالح المرشح الاشتراكي إيفو موراليس قائلًا إن القيام بذلك يمكن أن يعرض المساعدات والاستثمارات الأمريكية للخطر. قامت الوكالة الأمريكية للتنمية الدولية بإنشاء «مشروع إصلاح الأحزاب السياسية» في بوليفيا في عام 2002 الذي كان يهدف إلى المساعدة في بناء أحزاب سياسية معتدلة مؤيدة للديمقراطية يمكن أن تكون بمثابة ثقل موازن لحركة العمل نحو الاشتراكية الراديكالية أو خلفائها. جاءت هذه الخطوة بنتائج عكسية إلى حد كبير ما زاد من الدعم لموراليس الذي احتل المركز الثاني في الانتخابات.

## الانتخابات البرازيلية

### انتخابات عام 1955 (بواسطة الولايات المتحدة)
خوفًا من صعود جواو جولارت، الذي اعتبرته الولايات المتحدة ديماغوجيًا شيوعيًا، زادت خدمة المعلومات الأمريكية من ميزانيتها لتثقيف البرازيليين حول الأخطار المزعومة للشيوعية ومجموعات الجبهة الشيوعية، فضلاً عن إقامة روابط بين الحزب الشيوعي البرازيلي والحزب الشيوعي البرازيلي. الاتحاد السوفيتي. كما قدمت الولايات المتحدة منحا إلى الاتحاد الوطني الديمقراطي المحافظ. وفقًا للوثائق التي قدمها مكتب المؤرخ بوزارة الخارجية، قدمت الولايات المتحدة أيضًا زيادة في الائتمان للإدارة الحاكمة لمساعدتها على الفوز في انتخابات عام 1955.

### انتخابات عام 1962 (بواسطة الولايات المتحدة)
وفقًا لكتاب Tim Weiner Legacy of Ashes ، كان أول استخدام لنظام التسجيل الحديث الجديد الذي أمر به جون إف كينيدي في البيت الأبيض عام 1962 هو مناقشة خطط تقويض حكومة جواو جولارت البرازيلية.. ناقش كينيدي وسفيره في البرازيل لينكولن جوردون إنفاق 8 ملايين دولار أمريكي لتأرجح الانتخابات المقبلة والتحضير لانقلاب عسكري ضد جولارت بسبب مخاوف من أن تصبح البرازيل «كوبا ثانية». دفعت CIA وAFL-CIO الأموال إلى الحياة السياسية البرازيلية للأشخاص الذين عارضوا جولارت. فشل التدخل الانتخابي من قبل الولايات المتحدة في الإطاحة بجولارت، ودعمت وكالة المخابرات المركزية انقلابًا أطاح به في عام 1964، مما أدى إلى حكم دكتاتورية عسكرية في البرازيل حتى عام 1985.

## الانتخابات الكونغولية (بواسطة الاتحاد السوفيتي، 1960)
دعم الاتحاد السوفيتي سرا حملة حزب الحركة الوطنية الكونغولية بزعامة باتريس لومومبا. بعد انتصار لومومبا بوقت قصير، كسرته أزمة الكونغو واغتيل لومومبا في يناير 1961. مهد هذا الطريق لدكتاتورية موبوتو سيسي سيكو.

## انتخابات كوستاريكا

### انتخابات عام 1966 (بواسطة الولايات المتحدة ونيكاراغوا)
وفقًا للوثائق التي قدمها مكتب المؤرخ بوزارة الخارجية، سعى زعيم حزب التحرير الوطني دانييل أودوبر كويروس بنشاط للحصول على دعم من الولايات المتحدة وحزبه خلال الانتخابات. كانت هناك أيضًا تكهنات شائعة في كوستاريكا بأن حزب التوحيد الوطني (PUN) كان يتم تمويله من قبل قوى خارجية، ولا سيما عائلة سوموزا في نيكاراغوا. عرضت حكومة الولايات المتحدة استخدام جهات الاتصال في AFL-CIO لمساعدة حزب التحرير الوطني في حملتهم الانتخابية. قدم والتر وفيكتور رويثر المساعدة للحملة من خلال جمع الأموال في ديترويت. فضلت حكومة الولايات المتحدة فوز حزب التحرير الوطني، لكنها اعترفت بأن كلا المرشحين مؤيدان للولايات المتحدة ومعادون للشيوعية.

### انتخابات 1970 (من قبل الاتحاد السوفيتي)
ساعد الكي جي بي بهدوء الحملة الرئاسية لخوسيه فيغيريس فيرير من خلال منح حملته قرضًا بقيمة 300 ألف دولار عبر حزب الطليعة الشعبية الماركسي اللينيني مقابل وعد بالاعتراف الدبلوماسي بالاتحاد السوفيتي. بمجرد إعادة تنصيبه كرئيس، حافظ فيغيريس على وعده.

### انتخابات 1986 (بواسطة الولايات المتحدة)
دعم المعهد الجمهوري الدولي حزب الوحدة المسيحية الاجتماعية المحافظة (PUSC) لمساعدتهم على الفوز في انتخابات 1986. كما قدموا لهم منحًا قدرها 75000 دولار و100000 دولار و145000 دولار في 1986 و1987 و1988 على التوالي إلى "Asociación para la Defensa de la Libertad y Democracia en Costa Rica" (رابطة الدفاع عن الحرية والديمقراطية في كوستاريكا) سياسي محافظ مجموعة.

## الانتخابات الدنماركية

### انتخابات 1973 (عن طريق الاتحاد السوفيتي)
قام الاتحاد السوفيتي بتمويل الحزب الشيوعي الدنماركي سرًا في انتخابات عام 1973.

### انتخابات 1975 (من قبل الاتحاد السوفيتي)
قام الاتحاد السوفيتي بتمويل الحزب الشيوعي الدنماركي سرًا في انتخابات عام 1975.

## الانتخابات الفرنسية (ليبيا عام 2007)
تلقت حملة نيكولا ساركوزي الرئاسية وفقًا لصحيفة ميديا بارت الفرنسية مبلغًا يقدر بنحو 50 مليون يورو على هيئة تبرعات من الزعيم الليبي السابق العقيد معمر القذافي وهو ما يزيد عن ضعف الحد الفرنسي للتبرعات الفردية للحملات البالغة 22 مليون يورو. قام القذافي بعد انتصار ساركوزي بزيارة فرنسا لمدة استغرقت خمسة أيام اشترت خلالها الحكومة الليبية معدات عسكرية بما في ذلك 14 طائرة مقاتلة من طراز رافال. اعترف زياد تقي الدين وهو رجل أعمال فرنسي لبناني على صلة وثيقة بليبيا لميديا بارت بقيامه بثلاث رحلات من طرابلس إلى فرنسا لتسليم حقائب مليئة بمبلغ 200 و500 يورو إلى ساركوزي الذي قام بدعوة القذافي بعد الانتخابات. احتُجِزَ ساركوزي في مارس 2018 على إثر هذه المزاعم، واستجوبته الشرطة لمدة 25 ساعة نفى خلالها ارتكاب أي مخالفات وأُطلِق سراحه تحت إشراف قضائي خاص.

## الانتخابات الألمانية

### انتخابات عام 1972 (عن طريق الاتحاد السوفيتي)
وفقًا للوثائق التي قدمها مكتب المؤرخ بوزارة الخارجية، شعرت حكومة الولايات المتحدة أن KGB دعم الحزب الديمقراطي الاجتماعي لألمانيا - الحزب الديمقراطي الحر و«أصدر تعليماته لعملائه في الخارج بتعبئة جميع الموارد لدعم انتصارهم». تم القيام بذلك لزيادة العلاقات الإيجابية مع ألمانيا الشرقية.

### (تركيا عام 2017)
دعا الرئيس التركي رجب طيب أردوغان في أغسطس عام 2017 جميع مواطنيه في ألمانيا إلى التصويت ضد ائتلاف الاتحاد الديمقراطي المسيحي/ الاتحاد الاجتماعي المسيحي والحزب الديمقراطي الاجتماعي الألماني والحزب الأخضر في الانتخابات الفدرالية الألمانية المقبلة. إذ دعا أردوغان هذه الأحزاب والمستشارة الألمانية أنجيلا ميركل بـ «أعداء تركيا». أدانت ميركل هذه التصريحات ودعت جميع الألمان إلى التصويت بحرية دون تدخل أجنبي في العملية الانتخابية. أكد وزير الخارجية الألماني سيجمار غابرييل أن ما دعا إليه أردوغان كان «تدخلًا غير مسبوق في سيادة بلدنا». يوجد ما لا يقل عن 4 ملايين شخص من أصل تركي في ألمانيا، ومعظمهم متحالفون مع الحزب الديمقراطي الاجتماعي الألماني أو الحزب الأخضر سياسيًا.

## انتخابات تفوح منه رائحة العرق

### انتخابات عام 1958 (من قبل الولايات المتحدة والاتحاد السوفيتي)
خلال انتخابات عام 1958، أنفقت وكالة المخابرات المركزية «مبالغ كبيرة من المال» على «مجموعة متنوعة من الاستراتيجيات» من أجل دعم الاتحاد الراديكالي الوطني سرًا.
في مقابلة حصرية مع To Vima ، انتقد الزعيم السوفيتي نيكيتا خروتشوف بشدة الناتو وادعى أن الناتو كان يمنع حل النزاع القبرصي وأن «المستعمرين» كانوا يحاولون فرض دستور غير شرعي وتقسيم قبرص. كما زعم أن قادة الناتو يعتزمون تركيب صواريخ نووية على الأراضي اليونانية، مما قد يعرض المواطنين اليونانيين للخطر في حالة نشوب حرب نووية. اعتبر كونستانتينوس كارامانليس هذه المقابلة تدخلاً انتخابيًا علنيًا لصالح الأحزاب المناهضة للناتو مثل EDA والاتحاد الديمقراطي الزراعي التقدمي (PADE).

### انتخابات عام 1961 (بواسطة الولايات المتحدة)
المقال الرئيسي: الانتخابات التشريعية اليونانية عام 1961
خلال انتخابات عام 1961، مولت وكالة المخابرات المركزية سرًا الاتحاد الوطني الراديكالي (ERE) واتحاد الوسط (EK) من أجل منع انتصار الجبهة الزراعية الديمقراطية الشاملة (EDA). كما لعب الجيش اليوناني، المرتبط بعد ذلك بوكالة المخابرات المركزية، دورًا في ضمان انتصار ERE من خلال تشجيع الجمهور على التصويت لصالحهم.

### انتخابات 1974 (عن طريق الاتحاد السوفيتي)
وفقًا للوثائق التي قدمها مكتب المؤرخ بوزارة الخارجية، بعد إضفاء الشرعية على الحزب الشيوعي اليوناني في عام 1974، منح السوفييت سراً الحزب أكثر من مليوني دولار لحملته الانتخابية.

## انتخابات غواتيمالا (بواسطة الولايات المتحدة، 1958)
ساعدت وكالة المخابرات المركزية سراً الحملة الانتخابية لخوسيه لويس كروز سالازار (أوساط) من حركة التحرير الوطنية بدفع مبلغ 97000 دولار من أجل الإطاحة بحكومة ميغيل يديغورس فوينتس من حزب المصالحة الوطنية الديمقراطية في الانتخابات العامة لعام 1958.

## الانتخابات الغينية (فرنسا عام 2010)
قيل إن فينسنت بولوري الملياردير الفرنسي المقرب من الرئيس الفرنسي آنذاك نيكولا ساركوزي قدم الدعم المالي لمرشح الرئاسة ألفا كوندي في الانتخابات الرئاسية الغينية لعام 2010. يُشتبه في أنه قدم لكوندي خصمًا ماليًا للإعلانات الرئاسية من وكالته الإعلانية؛ الأمر الذي لم يقدمه لنظيره سيلو دالين ديالو. عندما أصبح كوندي رئيسًا لغينيا منح شركة بولوري امتيازات، ولكن نفى بولوري رسميًا أي مخالفات قانونية.

## الانتخابات الإندونيسية (بواسطة الولايات المتحدة، 1955)
منحت وكالة المخابرات المركزية سرًا أكثر من مليون دولار للأحزاب السياسية الإسلامية الوسطية والتقدمية لقطع الدعم عن سوكارنو والحزب الشيوعي الإندونيسي خلال الانتخابات التشريعية لعام 1955. كانت العملية فاشلة تماما. في وقت لاحق، دعمت الولايات المتحدة تمرد سوكارنو بيرميستا ضد سوكارنو في عام 1958 والمذابح التي قادها الجيش عام 1965 ضد الشيوعية.

## الانتخابات الإيرانية (الولايات المتحدة الأمريكية عام 1952)
قال المؤرخ إيرفاند أبراهاميان في مقابلة مع مجلة «الديمقراطية الآن» إن وثائق وزارة الخارجية الأمريكية التي رفعت عنها السرية في عام 2017 كشفت خطة الولايات المتحدة في إضعاف مكانة محمد مصدق من خلال البرلمان إذ أنفقت وكالة الاستخبارات المركزية الكثير من المال لانتخاب 18 مرشحًا اختارتهم الولايات المتحدة الأمريكية.

## الانتخابات العراقية (بواسطة الولايات المتحدة وإيران، 2005)
طبقًا لسيمور هيرش (نقلاً عن مصادر مجهولة)، في 2004-2005، مولت إدارة بوش سرًا (دون علم الكونجرس الذي عارض الخطة) الحملات السياسية لمرشحيها المفضلين في الانتخابات البرلمانية العراقية، ولا سيما إياد علاوي، التي تسعى إلى مواجهة النفوذ الإيراني المتصور في عراق ما بعد البعثيين.
ومع ذلك، اعترض المسؤولون في البيت الأبيض ووزارة الخارجية والكونغرس على ذلك. نقلت Dafna Linzer عن مسؤول استخباراتي مجهول قوله: «لا أعتقد أننا قدمنا بالفعل دعمًا سريًا في النهاية، ولكن ربما كانت المنطقة الرمادية قد تم التفكير فيها؟ في وقت مبكر، وافقت الإدارة على سياسة ثم، بالتحدث إلى مستوى العمل، رأوا أن هناك فرصة ضئيلة للنجاح وأنه من المرجح أن يأتي بنتائج عكسية».

## الانتخابات الإسرائيلية

### انتخابات 1996 (بواسطة الولايات المتحدة)
اعترف الرئيس الأمريكي بيل كلينتون لاحقًا أنه في أعقاب اغتيال رئيس الوزراء يتسحاق رابين، تدخلت كلينتون نيابة عن شيمون بيريز ضد بنيامين نتنياهو. قال كلينتون في وقت لاحق إنه «حاول أن يفعل ذلك بطريقة لا أشركني فيها علانية».

### انتخابات عام 2016 (بواسطة الولايات المتحدة)
خلال إدارة الرئيس باراك أوباما، أرسلت وزارة الخارجية الأمريكية ما يقرب من 350 ألف دولار إلى منظمة غير ربحية إسرائيلية، صوت واحد. نشأت مزاعم تقول إن الأموال كانت تهدف إلى محاولة الإطاحة برئيس الوزراء الإسرائيلي بنيامين نتنياهو لصالح إسحاق هرتسوغ وتسيبي ليفني.
قدمت وزارة الخارجية منحة إلى صوت واحد إسرائيل. ذهب 233,500 دولار إلى صوت واحد إسرائيل، و115،776 دولار إلى صوت واحد فلسطين. الهدف من هذه المنظمة غير الربحية هو تشجيع حل الدولتين، وكان القصد من المنحة تمويل نشطاء محليين يروجون لمثل هذا الحل في كل من إسرائيل نفسها وفلسطين. لا يمكن للفلسطينيين التصويت في الانتخابات الإسرائيلية، وبالتالي في أحسن الأحوال كان يمكن إنفاق 233.550 دولارًا على التدخل الإسرائيلي في الانتخابات. تم إنفاق أموال المنحة بحلول نوفمبر 2014، قبل أن يعلن نتنياهو عن انتخابات جديدة. بالإضافة إلى ذلك، في ذلك الوقت كان نتنياهو يؤيد حل الدولتين. لقد نظرت إدارة أوباما إلى حل الدولتين كأولوية في إسرائيل.
في أوائل عام 2015، دخلت صوت واحد إسرائيل في شراكة مع منظمة جديدة، V15 ، والتي كان هدفها المعلن «تعطيل الوضع الراهن» ووضع حكومة يسار الوسط في السلطة. نتنياهو لم يكن الهدف المحدد، لكن التأثير كان هو نفسه. أراد V15 حكومة جديدة للتفاوض على حل الدولتين وحشد الناخبين في محاولة لتحقيق ذلك. تم نصح V15 من قبل استراتيجي سابق في حملة أوباما، ومع ذلك، لا يوجد دليل على أن إدارة أوباما حاولت أن يكون لها أي دور مباشر أو غير مباشر في التأثير على نتيجة الانتخابات الإسرائيلية لعام 2015. أعيد انتخاب نتنياهو.

## الانتخابات الايطالية

### انتخابات عام 1948 (من قبل الولايات المتحدة والاتحاد السوفيتي ومدينة الفاتيكان، 1948)
في الانتخابات الإيطالية عام 1948، قامت إدارة هاري ترومان، المتحالفة مع الكنيسة الرومانية الكاثوليكية، بتحويل ملايين الدولارات لتمويل حزب الديمقراطية المسيحية والأحزاب الأخرى من خلال قانون سلطات الحرب لعام 1941 بالإضافة إلى تزويد المستشارين العسكريين، في محاولة لذلك. منع فوز الجبهة الديمقراطية الشعبية (FDP)، وهي جبهة موحدة تضم الحزب الاشتراكي الإيطالي (PSI) والحزب الشيوعي الإيطالي (PCI)، وكلاهما لعب أدوارًا رئيسية في حركة المقاومة في زمن الحرب. بناءً على نصيحة والتر داولينج، دعت الولايات المتحدة أيضًا رئيس الوزراء Alcide De Gasperi في زيارة رسمية وقدمت عددًا من التنازلات الاقتصادية ذات الصلة
على العكس من ذلك، قام الاتحاد السوفيتي بتوجيه ما يصل إلى 10 ملايين دولار شهريًا إلى الشيوعيين وعزز نفوذه على الشركات الإيطالية من خلال عقود لدعمهم. ومع ذلك، كانت العديد من جهودهم مخصصة للمقارنة، وفاز الديمقراطيون المسيحيون في النهاية بأغلبية ساحقة

### انتخابات 1983 (الولايات المتحدة والمملكة العربية السعودية)
وفقًا للصحفي الاستقصائي بوب وودوارد، طلبت وكالة المخابرات المركزية من المملكة العربية السعودية إنفاق مليوني دولار للمساعدة في عملية سرية لمنع فوز الحزب الشيوعي الإيطالي في انتخابات عام 1983.

## الانتخابات اليابانية
تلقى الحزب الليبرالي الديمقراطي الياباني (LDP) أموالاً أمريكية سرية خلال الخمسينيات والستينيات من القرن الماضي. برر ذلك السفير الأمريكي لدى اليابان دوغلاس ماك آرثر الثاني عندما قال، بدون دليل، «كان للاشتراكيين في اليابان أموالهم السرية من موسكو»، مضيفًا أن تمويل الحزب الديمقراطي الليبرالي ساعد في «إبراز القوة الأمريكية».

### انتخابات عام 1952 (بواسطة الولايات المتحدة)
وفقًا للوثائق التي قدمها مكتب وزارة الخارجية للمؤرخ والأدلة التي جمعها الصحفي تيم وينر. تدخلت الولايات المتحدة في أول انتخابات يابانية بعد انتهاء احتلال الحلفاء بقيادة الولايات المتحدة لليابان، حيث بدأت بإخفاء الجمهور علنًا بتفاصيل المعاهدة الأمنية الأمريكية اليابانية الجديدة من أجل تجنب انتقاد الحكومة. كما مولت الولايات المتحدة بهدوء الحزب الليبرالي في مقابل تصرف الحزب لمصالح الولايات المتحدة مثل محاربة الاحتجاجات المناهضة للقاعدة ودعم التحالف العسكري مع الولايات المتحدة.

### انتخابات عام 1955 (بواسطة الولايات المتحدة)
بحسب الأدلة التي جمعها الصحفي تيم وينر. بدأت الولايات المتحدة في تقديم تمويل سري للحزب الليبرالي الديمقراطي الجديد خلال الانتخابات اليابانية.

### انتخابات عام 1958 (بواسطة الولايات المتحدة)
قامت وكالة المخابرات المركزية بعدد من الإجراءات لضمان فوز الحزب الليبرالي الديمقراطي. وشمل ذلك تدابير دبلوماسية مثل إقناع حكومة كوريا الجنوبية بمنح اليابان المزيد من حقوق الصيد الليبرالية. تشجيع فيتنام وإندونيسيا على التوصل إلى اتفاقيات تعويضات، وإلقاء خطب تروج لأسواق الصادرات اليابانية، والإسراع بالإفراج عن مجرمي الحرب، وعرض أموال الحملة سراً، وخفض الإنفاق العسكري، والوعود بتخفيف الوجود العسكري في الجزيرة (قضية حساسة في اليابان) وبهدوء جند الحلفاء في الحزب من خلال الرشاوى. عرضت وكالة المخابرات المركزية أيضًا مدفوعات لأعضاء الحزب الاشتراكي الياباني من أجل إضعاف الحركات المحتملة المناهضة لأمريكا.

### انتخابات 1960 (بواسطة الولايات المتحدة)
وفقًا للوثائق التي قدمها مكتب وزارة الخارجية للمؤرخ والأدلة التي جمعها الصحفي تيم وينر. واصلت الولايات المتحدة تقديم التمويل السري والمشورة الانتخابية للحزب الليبرالي الديمقراطي، متخفية في كثير من الأحيان على أنها رجل أعمال مقيم في الولايات المتحدة. بحلول أوائل الستينيات من القرن الماضي، أصبحت المدفوعات السنوية التي تتراوح بين 2 و10 ملايين دولار للحزب والسياسيين الأفراد «راسخة وروتينية للغاية»، حسبما أفاد مساعد وزير الخارجية للاستخبارات روجر هيلسمان، لدرجة أنها كانت جزءًا طبيعيًا من العلاقات الثنائية.

### انتخابات عام 1963 (بواسطة الولايات المتحدة)
وفقًا للوثائق التي قدمها مكتب وزارة الخارجية للمؤرخ والأدلة التي جمعها الصحفي تيم وينر. واصلت الولايات المتحدة تقديم التمويل السري والمشورة الانتخابية للحزب الليبرالي الديمقراطي، متخفية في كثير من الأحيان على أنها رجل أعمال مقيم في الولايات المتحدة.

### انتخابات 1967 (بواسطة الولايات المتحدة)
بحسب الأدلة التي جمعها الصحفي تيم وينر. واصلت الولايات المتحدة تقديم التمويل السري للحزب الليبرالي الديمقراطي خلال الانتخابات اليابانية.

### انتخابات عام 1969 (بواسطة الولايات المتحدة)
بحسب الأدلة التي جمعها الصحفي تيم وينر. واصلت الولايات المتحدة تقديم التمويل السري للحزب الليبرالي الديمقراطي خلال الانتخابات اليابانية. وفقًا لواينر، تم إنهاء التمويل في السبعينيات ولم يذكر أن الولايات المتحدة مولت الحزب الديمقراطي الليبرالي خلال انتخابات عام 1972.

### انتخابات عام 1972 (عن طريق الاتحاد السوفيتي)
دعم الاتحاد السوفياتي سرًا الحزب الاشتراكي الياباني خلال انتخابات عام 1972 من خلال الضغط على الشركات اليابانية التي تتاجر مع الاتحاد السوفيتي لدعم الحزب الاشتراكي الياباني ماليًا. في مقابل 10 ملايين دولار من العقود مع الاتحاد السوفيتي، قدمت هذه الشركات 100000 دولار للحزب الاشتراكي الياباني.

## الانتخابات اللاوسية

### انتخابات عام 1958 (بواسطة الولايات المتحدة)
وفقًا للوثائق التي قدمها مكتب المؤرخ بوزارة الخارجية، كانت الحكومة الأمريكية تخشى بشدة فوز باثيت لاو المحتمل في انتخابات لاوس. ردا على ذلك، قدموا أموالا للحكومة الملكية من أجل تنفيذ مشاريع لرفع مستويات المعيشة في القرى الريفية (مثل بناء المدارس والطرق والمرافق الطبية والآبار وإصلاحات المباني العامة). تكلفة البرنامج حوالي 500000 دولار. كما قامت الحكومة الأمريكية بتمويل المرشحين المحافظين بشكل مباشر.

### انتخابات 1960 (من قبل الولايات المتحدة وتايلاند)
خلال انتخابات عام 1960، مولت الولايات المتحدة وتايلاند سرًا لجنة الدفاع عن المصالح الوطنية ورشوة خصومهم للانسحاب. كانت الانتخابات مزورة واتسمت بتزوير واسع النطاق. ساعد هذا في المساهمة في 1960 لاوس انقلابات.

### انتخابات 1967 (بواسطة الولايات المتحدة)
وفقًا للعميل السابق في وكالة المخابرات المركزية والدبلوماسي الأمريكي جيمس آر ليلي، فإن وكالة المخابرات المركزية عملت على ضمان نتائج "مواتية" في الجمعية الوطنية في لاوس. وهو يدعي "اعتقدنا أنه من المهم لفانغ باو أن يكون له رأي أكبر في الحكم السياسي للبلد. لقد اكتشفنا من ندعمه دون إظهار بصمات أصابعنا. وكجزء من جهود بناء أمتنا" في لاوس، قمنا بضخ مبلغ كبير نسبيًا من المال للسياسيين الذين سيستمعون إلى نصيحتنا ". كما يدعي أن السياسيين الموالين لوكالة المخابرات المركزية فازوا بـ 54 من أصل 57 مقعدًا في الجمعية الوطنية وأنه تم استدعاؤه إلى" السيد. قاعة تاماني "لسفير الولايات المتحدة.

## الانتخابات اللبنانية (بواسطة الولايات المتحدة، 1957)
وفقًا لوثائق قدمها مكتب المؤرخ في وزارة الخارجية، ردًا على الأنشطة الشيوعية المتزايدة في لبنان وخطر النفوذ السوري المصري ، قدمت الحكومة الأمريكية للبنان 10 ملايين دولار كمساعدات اقتصادية ومليوني دولار كمساعدات عسكرية. تم تصميم هذا لمنح السكان (من خلال مشاريع مثل الإسكان منخفض التكلفة ، وإنشاء الطرق السريعة ، والري ، والسيطرة على الفيضانات ، وكهرباء الريف ، وإمدادات المياه ، وتوسيع المطارات) لتعزيز الدعم الشعبي للحكومة الحاكمة بقيادة كميل شمعون قبل 1957 الانتخابات العامة اللبنانية وتعزيز قدرات الجيش اللبناني.
فشل هذا في وقف عدم الاستقرار الذي يندلع في البلاد ، وبلغ ذروته بتدخل عسكري أمريكي في أزمة لبنان عام 1958.

## الانتخابات الماليزية (بواسطة الولايات المتحدة ، 1959)
وفقًا للوثائق التي قدمها مكتب المؤرخ بوزارة الخارجية ، خلال الانتخابات الأولى لتشكيل البرلمان الماليزي ، ساعدت الولايات المتحدة سراً حزب التحالف الذي كان يخوض المنافسة ضد الحزب الإسلامي الماليزي والجبهة الشعبية الماليزية.

## الانتخابات المالطية (بواسطة الولايات المتحدة ، 1971)
وفقًا للوثائق التي قدمها مكتب المؤرخ بوزارة الخارجية ، خلال الانتخابات الثانية التي حصلت فيها مالطا بعد الاستقلال عن الإمبراطورية البريطانية ، ساعدت الولايات المتحدة سراً الحزب القومي الذي كان يخوض المنافسة ضد حزب العمال المالطي.

## انتخابات موريشيوس (بواسطة الولايات المتحدة ، 1982)
قدمت وكالة المخابرات المركزية سراً دعماً مالياً لسيووساغور رامغولام من حزب العمال الموريشياني في الانتخابات العامة لعام 1982 في محاولة للإطاحة بأنرود جوجناث وتحالف الحركة المسلحة الموريشيوسية - الحزب الاشتراكي الموريشي. كان هذا بسبب الخوف من أن MMM ستغلق موانئ موريشيوس أمام البحرية الأمريكية وفتح القواعد العسكرية السوفيتية ، بالإضافة إلى تحدي مطالبات الولايات المتحدة لدييجو جارسيا. سمحت حكومة الولايات المتحدة لحكومة موريشيوس ببيع المساعدات الغذائية الممنوحة للبلاد عبر الوكالة الأمريكية للتنمية الدولية مقابل مليوني دولار ، مما يمكنهم من خلق 21 ألف فرصة عمل لمساعدتهم على الفوز في الانتخابات.

## الانتخابات المنغولية (بواسطة الولايات المتحدة ، 1996)
خلال الانتخابات المنغولية عام 1996، ساعد ذلك الصندوق الوطني للديمقراطية في توحيد العديد من الأحزاب السياسية والمفكرين ورجال الأعمال والطلاب وغيرهم من النشطاء في تحالف الاتحاد الديمقراطي ثم دربهم على الحملات الشعبية وتجنيد العضوية. كما ساعدوا في توزيع 350.000 نسخة من بيان يدعو إلى حقوق الملكية الخاصة والصحافة الحرة والاستثمار الأجنبي للمساعدة في إقناع الناس بالتصويت لصالح حزب الشعب الثوري المنغولي.

## الانتخابات النيبالية (بواسطة الولايات المتحدة ، 1959)
قامت وكالة المخابرات المركزية الأمريكية (CIA) بمساعدة B. كويرالا والكونغرس النيبالي في الفوز بانتخابات عام 1959.

## الانتخابات الفلسطينية (بواسطة الولايات المتحدة وإسرائيل ، 2006)
خلال الانتخابات الفلسطينية عام 2006، كانت إسرائيل تأمل في أن تتفوق فتح على حماس ، التي كانت الأخيرة منظمة سنية إسلامية أصولية. أراد رئيس الوزراء الإسرائيلي أرييل شارون وقف الانتخابات إذا تقدمت حماس بمرشحين. ومع ذلك ، اعترض الرئيس الأمريكي جورج دبليو بوش على مثل هذا التدخل في الانتخابات ، وفازت حماس ، على الرغم من تدفق ملايين الدولارات السرية من إدارة بوش إلى فتح خلال الأسابيع الأخيرة من الحملة. وعلقت السناتور هيلاري كلينتون في ذلك الوقت: «كان علينا التأكد من أننا فعلنا شيئًا لتحديد من سيفوز».

## الانتخابات البولندية (بواسطة الاتحاد السوفيتي ، 1947)
على الرغم من أن الاتفاقيات في مؤتمر يالطا دعت إلى انتخابات «حرة وغير مقيدة» في بولندا ، لم يكن لدى الكرملين وحزب الشعب الجمهوري أي نية للسماح بإجراء انتخابات نزيهة. كان الزعيم السوفيتي جوزيف ستالين يدرك جيدًا أنه إذا أجرت بولندا انتخابات حرة ، فسيؤدي ذلك إلى حكومة مناهضة للسوفييت. سمحت القوانين الانتخابية التي أدخلت قبل الانتخابات للحكومة - التي سيطر الشيوعيون عليها منذ إنشائها في عام 1944 من قبل اللجنة البولندية للتحرير الوطني - بإزالة 409326 شخصًا من القوائم الانتخابية. تم تنظيم انتخابات عام 1947 (جنبًا إلى جنب مع الاستفتاء السابق لعام 1946) ومراقبتها عن كثب من قبل المتخصصين في UB (الشرطة السرية)، الذين عملوا عن كثب مع نظرائهم السوفييت مثل Aron Pałkin وSiemion Dawydow ، وكلاهما من الضباط رفيعي المستوى من MGB السوفياتي. في بعض المناطق ، تم تجنيد أكثر من 40 ٪ من أعضاء اللجان الانتخابية الذين كان من المفترض أن يراقبوا التصويت من قبل UB. طلب بوليسلاف بيروت ، رئيس البرلمان البولندي المؤقت (المجلس الوطني للدولة) والرئيس بالنيابة ، المساعدة السوفيتية في الانتخابات.

## انتخابات الفلبين

### انتخابات 1953 (بواسطة الولايات المتحدة)
كان لحكومة الولايات المتحدة ، بما في ذلك وكالة المخابرات المركزية ، تأثير قوي على انتخابات عام 1953، وتنافس المرشحون في الانتخابات بشدة مع بعضهم البعض للحصول على دعم الولايات المتحدة. يُزعم أن عميل وكالة المخابرات المركزية ، إدوارد لانسديل ، أدار الحملة الرئاسية الناجحة لرامون ماجسايساي عام 1953.

### انتخابات عام 2016 (بواسطة الصين)
زعم وزير الخارجية السابق ألبرت ديل روزاريو ، أن المسؤولين الصينيين تفاخروا في فبراير 2019 بتأثيرهم على الانتخابات الرئاسية لعام 2016 لصالح الرئيس رودريغو دوتيرتي. وقال دوتيرتي إن الاتهام باطل ، مشيرًا إلى أنه لا يحتاج إلى مساعدة من أي دولة أجنبية لتأمين الأصوات اللازمة للفوز في الانتخابات.

## الانتخابات الروسية (بواسطة الولايات المتحدة ، 1996)
فاز الرئيس الروسي الأول بوريس يلتسين بولايته الثانية في الانتخابات الرئاسية عام 1996
قدم فريق من المواطنين الأمريكيين ، خبراء الحملة الذين نظمهم فيليكس براينين ، المساعدة لحملة يلتسين. يتألف الفريق من ستيفن مور ، وجو شومات ، وجورج جورتون ، وريتشارد دريسنر ، الذين عملوا في روسيا أربعة أشهر وتلقوا 250 ألف دولار ، بالإضافة إلى دفع جميع التكاليف والميزانية غير المحدودة لإجراء استطلاعات وأنشطة أخرى.
في الوقت نفسه ، ضمنت الإدارة الأمريكية قرضًا بقيمة 10.2 مليار دولار أمريكي من صندوق النقد الدولي لروسيا للحفاظ على الاقتصاد الوطني والحكومة الليبرالية الموالية للغرب واقفة على قدميه. لقد أسيء استخدام أموال القروض عن طريق الاحتيال من قبل الدائرة المقربة من يلتسين ، وتجاهل صندوق النقد الدولي عن قصد هذه الحقائق. على الرغم من أن الحملة العدوانية المؤيدة لإلتسين عززت معدل موافقته من 6٪ في البداية إلى 35٪ التي حصل عليها خلال الجولة الأولى من الانتخابات ، وجعلته فيما بعد يفوز في الجولة الثانية ضد المنافس الشيوعي ، جينادي زيوغانوف ، بنسبة 54٪ إلى 41٪ ، كانت هناك تكهنات واسعة بأن النتائج الرسمية كانت مزورة.

## انتخابات سان مارينو (بواسطة الولايات المتحدة وإيطاليا ، 1959)
وفقًا للوثائق التي قدمها مكتب المؤرخ التابع لوزارة الخارجية ، قدمت الولايات المتحدة وإيطاليا لحكومة سان مارينو 850 ألف دولار تحسبًا لانتخابات عام 1959. تم القيام بذلك لمنع انتخاب الناجح السابق للحزب الشيوعي السامريني.

## الانتخابات الصومالية (بواسطة الولايات المتحدة ، 1964)
وفقًا للوثائق التي قدمها مكتب المؤرخ بوزارة الخارجية ، بدأت الولايات المتحدة إجراءات سرية للتأثير على الانتخابات البرلمانية الصومالية عام 1964 من أجل ضمان أن يكون انتخاب المسؤولين الحكوميين والبرلمانيين في الصومال متحيزين للغرب وخصصت 200 ألف دولار لهذا الغرض. تم إنهاء البرنامج في عام 1967.

## الانتخابات الأمريكية 2016

### من المملكة العربية السعودية والإمارات العربية المتحدة
حقق المستشار الخاص روبرت مولر في اجتماع بين دونالد ترامب جونيور ومبعوث لأمركيتين خليجيتين. في أغسطس 2016 ، عقد ترامب الابن اجتماعا مع مبعوث يمثل ولي عهد المملكة العربية السعودية والحاكم الفعلي محمد بن سلمان وولي عهد أبوظبي محمد بن زايد آل نهيان ، الحاكم الفعلي لدولة الإمارات العربية المتحدة. عرض المبعوث المساعدة في حملة ترامب الرئاسية، على الرغم من عدم وضوح شكل المساعدة التي قدموها لحملة ترامب إن وجدت. وضم الاجتماع رجل الأعمال اللبناني الأمريكي جورج نادر ، وجويل زامل ، المتخصص الإسرائيلي في التلاعب بوسائل التواصل الاجتماعي ، ومؤسس بلاك ووتر إريك برنس., كما سجل دونالد ترامب ثمانية أعمال تجارية جديدة في المملكة العربية السعودية خلال الحملة الانتخابية.
كشف الكاتب والصحفي الأمريكي جيمس بامفورد في كتابه Spyfail عن ملايين الدولارات التي تم ضخها في الحملات الانتخابية لهيلاري كلينتون ودونالد ترامب من قبل الإمارات العربية المتحدة ، وكيف مرت دون أن يلاحظها أحد من قبل مكتب التحقيقات الفيدرالي والخدمة السرية. وبقيت في الخلفية ، استخدمت الإمارات الرئيس التنفيذي لشركة Allied Wallet ، آندي خواجة ، وجورج نادر كوكلاء نفوذ ، مما سيدفع الرئيس المستقبلي إلى اتخاذ قرارات لصالح الإمارات. كان نادر صلة مباشرة بين خواجة وولي عهد أبوظبي محمد بن زايد. وأخفى الجاسوسان الإماراتيان أكثر من 3.5 مليون دولار من التبرعات السياسية لهيلاري كلينتون. غيرت الإمارات لاحقًا تفضيلها من كلينتون إلى ترامب ، بعد أن علمت عبر جواسيسها أنها ستطبع العلاقات مع إيران ، وهو ما لم ترغب الإمارات في حدوثه. بينما تم احتجاز نادر وأقر بأنه مذنب ، تمكن خواجة من الفرار إلى فيلنيوس ، ليتوانيا.

## استفتاء الإجهاض في إيرلندا (عدة أطراف عام 2018)
قيل إن التصويت بـ لا كان مدعومًا من قبل عدد من الحسابات معظمها لم يكن مقره في أيرلندا وإنما في هنغاريا والمملكة المتحدة وبلدين آخرين غير مدرجين على فيسبوك، بينما كان التصويت بـ نعم كان من حسابات يقع معظمها في إيرلندا.